# Île Con Co
Le district de Cồn Cỏ (Huyện đảo Cồn Cỏ en vietnamien) ou Île du Tigre est un Huyện de la province de Quang Tri, dans la région de la Côte centrale du Nord au Vietnam.

## Description

Plan de l'île

L'île de Cồn Cỏ a une superficie de 2,3 km2. Le plus haut sommet de l'île est un volcan culminant à 63 mètres. En 2003, la population était de 400 habitants.
Avant de devenir son propre district, l'île appartenait à la commune de Vĩnh Quang, dans le district de Vĩnh Linh de la province de Quảng Trị. L'île est devenue un district par décret le 1er octobre 2004.

## Guerre du Viêt Nam
En raison de sa proximité avec la zone vietnamienne démilitarisée, pendant la Guerre du Viêt Nam, l'île du Tigre a été utilisée comme base pour les forces militaires nord-vietnamiennes.
En 1965, l'île fut attaquée par les A-1 Skyraider de l'armée de l'air de la République du Vietnam.
En 1972, l'artillerie côtière nord-vietnamienne présente sur l'île a tiré sur des navires de guerre américains, dont l'USS Blue Ridge, soutenant un débarquement de marines sud-vietnamiens près de la rivière Cửa Việt.